# Siwerski
Siwerski (russisch Си́верский, finnisch Siiverska) ist eine Siedlung städtischen Typs in der Oblast Leningrad (Russland) mit 13.156 Einwohnern (Stand 1. Januar 2024).

## Geographie
Die Siedlung liegt knapp 70 km Luftlinie südlich des Oblastverwaltungszentrums Sankt Petersburg am Oredesch, einem rechten Nebenfluss der Luga.
Siwerski gehört zum Rajon Gattschinski und befindet sich knapp 25 km südlich von dessen Verwaltungszentrum Gattschina. Die Siedlung ist Verwaltungssitz einer gleichnamigen Stadtgemeinde (gorodskoje posselenije), zu der weiterhin die 3 km südlich gelegene ländliche Siedlung Druschnoselje und die sechs umliegenden Dörfer Belogorka, Bolschewo, Kurowizy, Margussy, Nowosiwerskaja und Starosiwerskaja gehören.

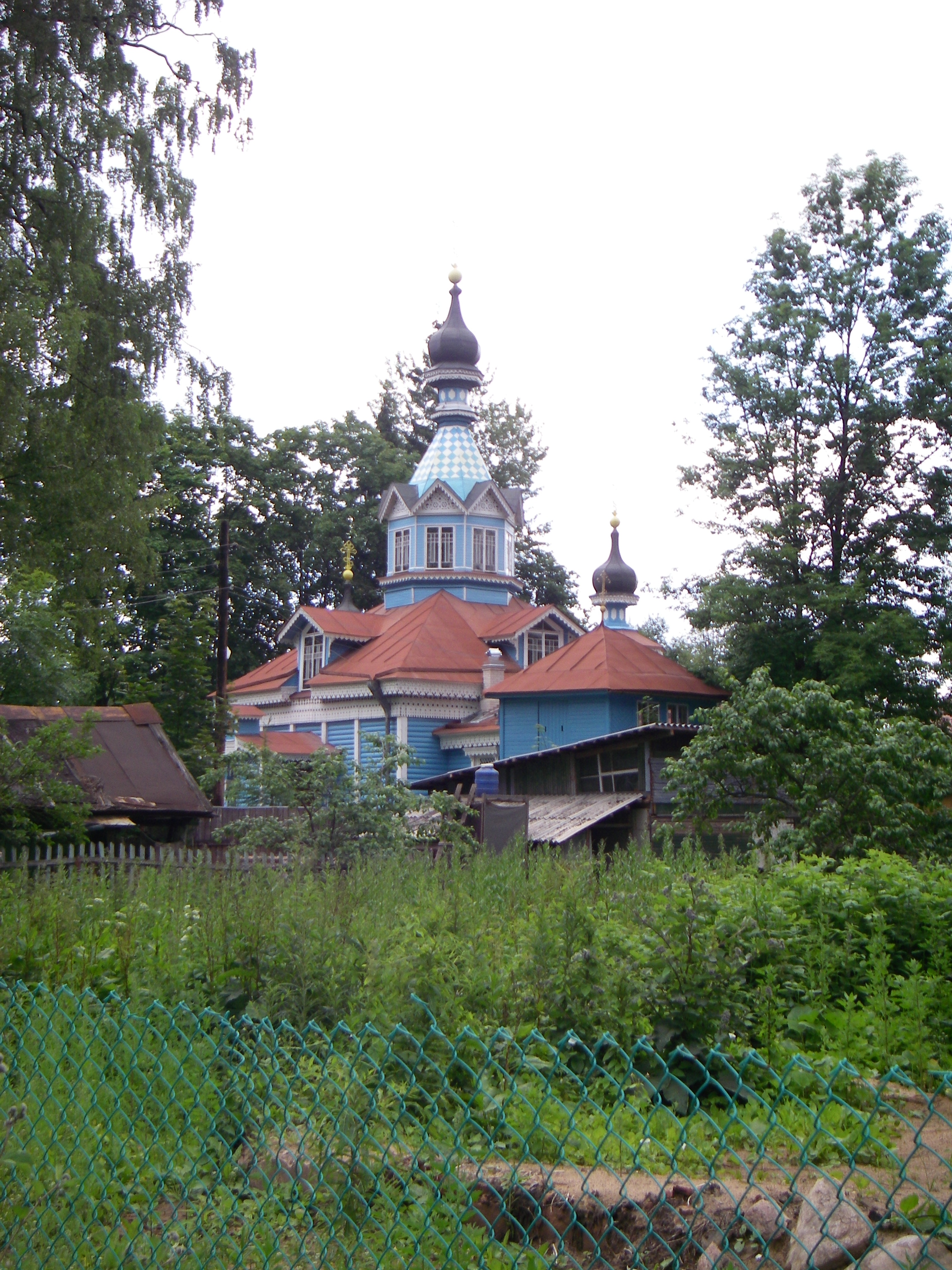
Peter-und-Pauls-Kirche
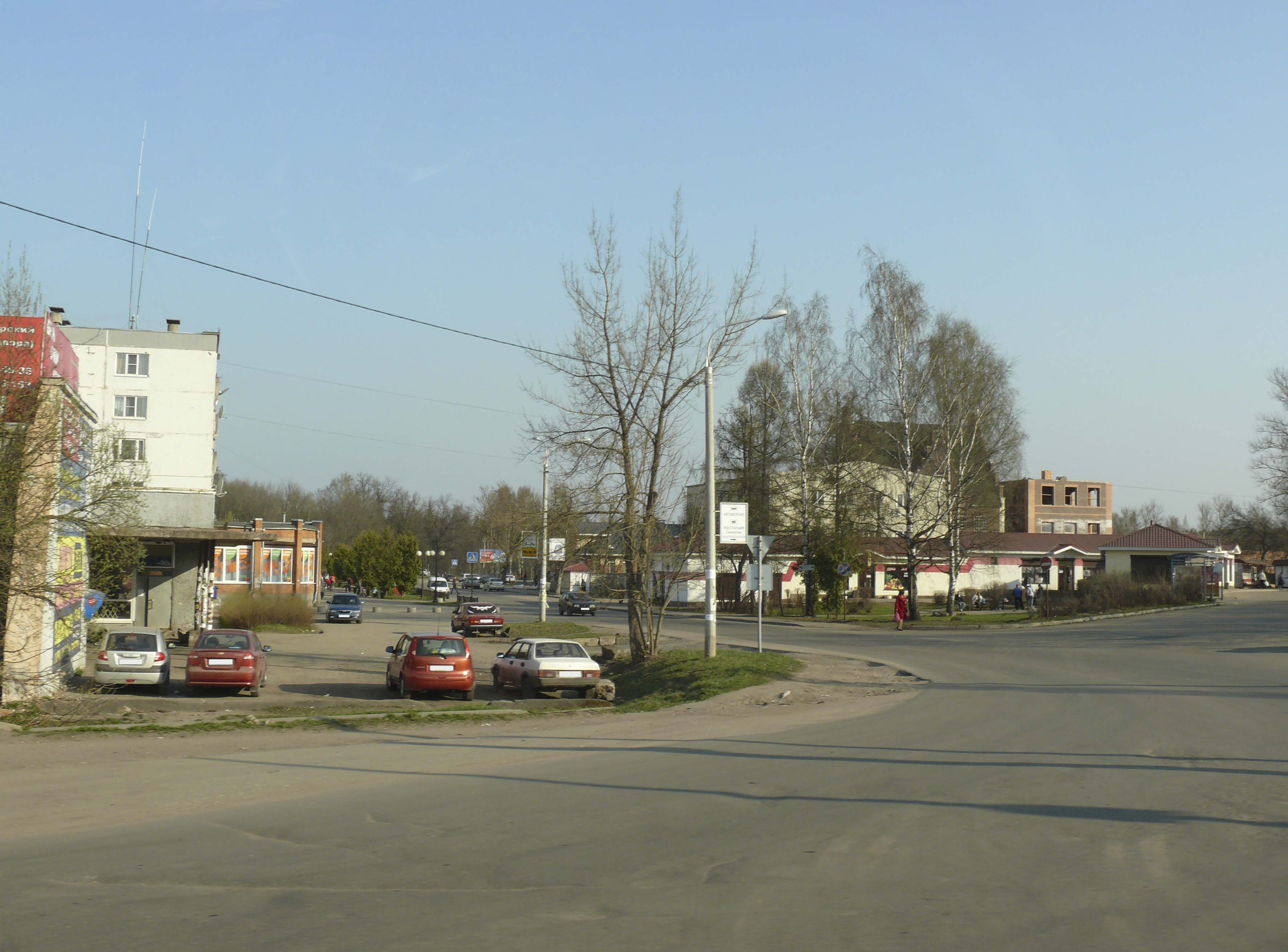
Ortszentrum
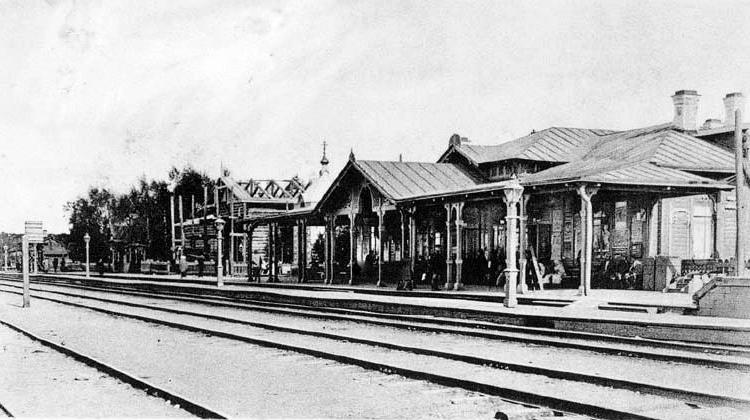
Bahnstation Siwerskaja um 1900
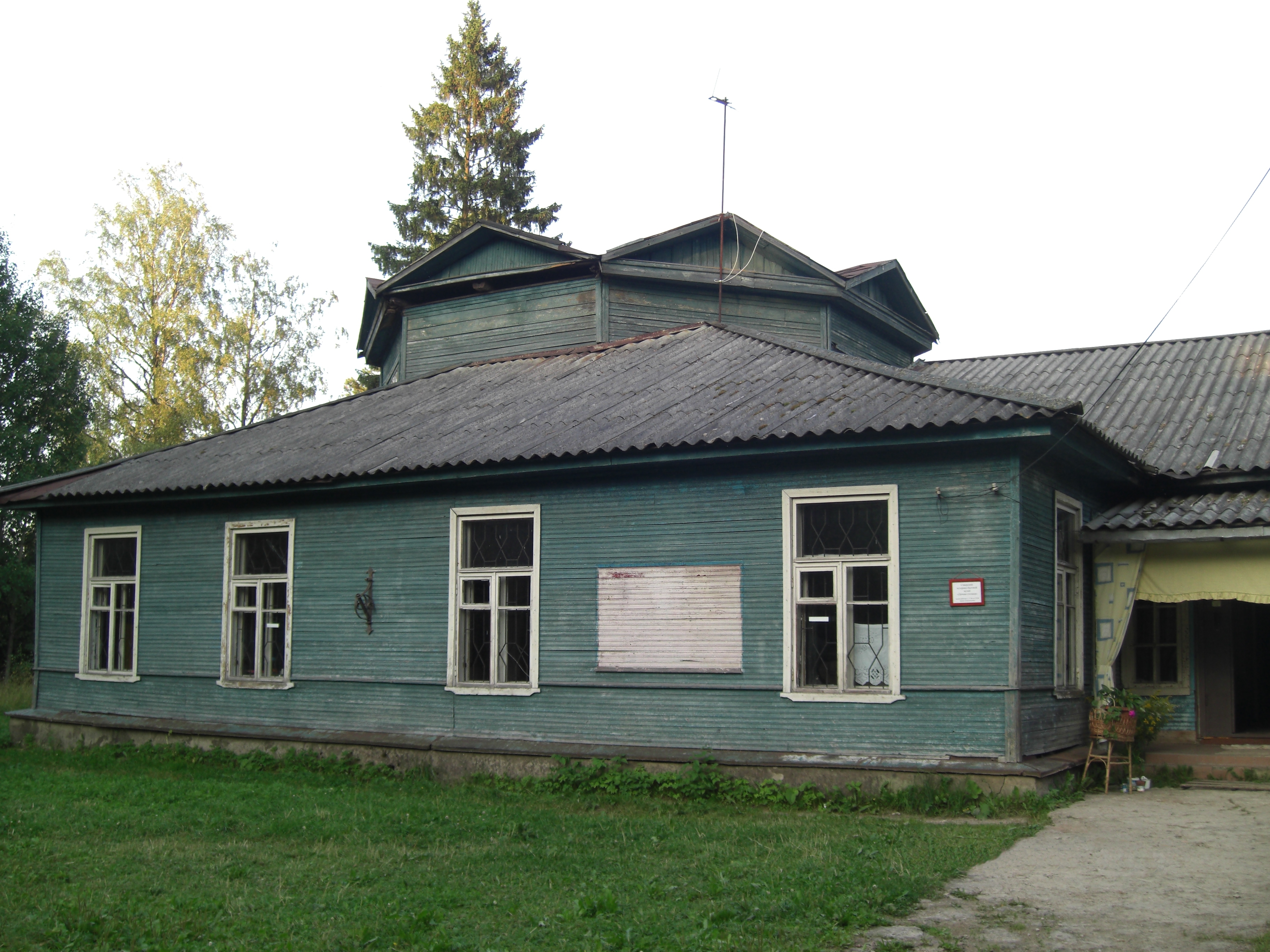
Museum Datschnaja stoliza

## Geschichte
In der Gegend wurden Ende des 15. Jahrhunderts die Dörfer Sewersko Staroje und Sewersko Nowoje am Oredesch erwähnt. Die eigentliche Siedlung entstand ab 1857 mit dem Bau der Eisenbahnstrecke Sankt Petersburg – Warschau, einer der ersten des Russischen Reiches, als dort die Bahnstation Siwerskaja errichtet wurde. Gegen Ende des 19. Jahrhunderts entstanden in der Umgebung mehrere Sommerhaussiedlungen wohlhabender Sankt-Petersburger und verschiedene Einrichtungen, wie ein Kinderheim.
Am 27. November 1938 wurden die Siedlungen Kesewo, Dernowski, Druschnoselski und weitere umliegende zusammengeschlossen und erhielten unter der Bezeichnung Siwerski (nach der Bahnstation) als „Datschensiedlung“ den Status einer Siedlung städtischen Typs.
Im Zweiten Weltkrieg war Siwerski von August 1941 bis Februar 1944 von der deutschen Wehrmacht besetzt.

### Bevölkerungsentwicklung
| Jahr | Einwohner |
| ---- | --------- |
| 1862 | 133       |
| 1926 | 3.491     |
| 1939 | 9.090     |
| 1959 | 12.067    |
| 1970 | 11.802    |
| 1979 | 13.722    |
| 1989 | 11.885    |
| 2002 | 12.137    |
| 2010 | 12.216    |

Anmerkung: ab 1926 Volkszählungsdaten

## Sehenswürdigkeiten
In der Siedlung befindet sich die zwischen 1889 und 1898 errichtete Peter-Pauls-Kirche (церковь Петра и Павла, zerkow Petra i Pawla). 2009 wurde in Siwerski als einem der traditionellen „Sommerfrischen“ Sankt Petersburgs das der Ortsgeschichte gewidmete Museum Datschnaja stoliza („Die Datschenhauptstadt“) eröffnet.

## Wirtschaft und Infrastruktur
In Siwerski gibt es eine Reihe von Betrieben der holzverarbeitenden (Möbelherstellung) und Leichtindustrie sowie der Forst- und Bauwirtschaft.
Die Siedlung liegt an der Eisenbahnstrecke Sankt Petersburg – Pskow (– Warschau; Station Siwerskaja; Streckenkilometer 67 ab Sankt Petersburg Baltischer Bahnhof, von wo Vorortzugverbindung besteht). Durch den Ort führt die Regionalstraße R40 auf ihrem Abschnitt zwischen den von Sankt Petersburg in südlicher Richtung führenden Fernstraßen M10 (bei Tosno) und  M20 (etwa 6 km westlich des Ortes).
Unmittelbar nordwestlich von Siwerski befindet sich seit 1936/37 der gleichnamige Militärflugplatz, der jedoch seit der Auflösung des zuvor dort stationierten 67. Bomberregiments 2009 nicht mehr aktiv militärisch genutzt wird.

## Söhne und Töchter des Ortes
- Isaak Schwarz (1923–2009), Komponist